# Jan Snoeck
Jan Cornelis Snoeck (Róterdam, 5 de marzo de 1927-La Haya, 31 de marzo de 2018) fue un escultor y ceramista holandés.

## Datos biográficos
Es el autor de la escultura titulada La nostalgia de la lumière total de Paul Éluard (2000) —original en francés La nostalgie de la lumière totale, Paul Éluard—, que forma parte del proyecto Sokkelplan de La Haya.

## Obras
- La nostalgia de la lumière total de Paul Éluard - La nostalgie de la lumière totale, Paul Éluard  (2000) , La Haya , dentro del proyecto Sokkelplan.[3]

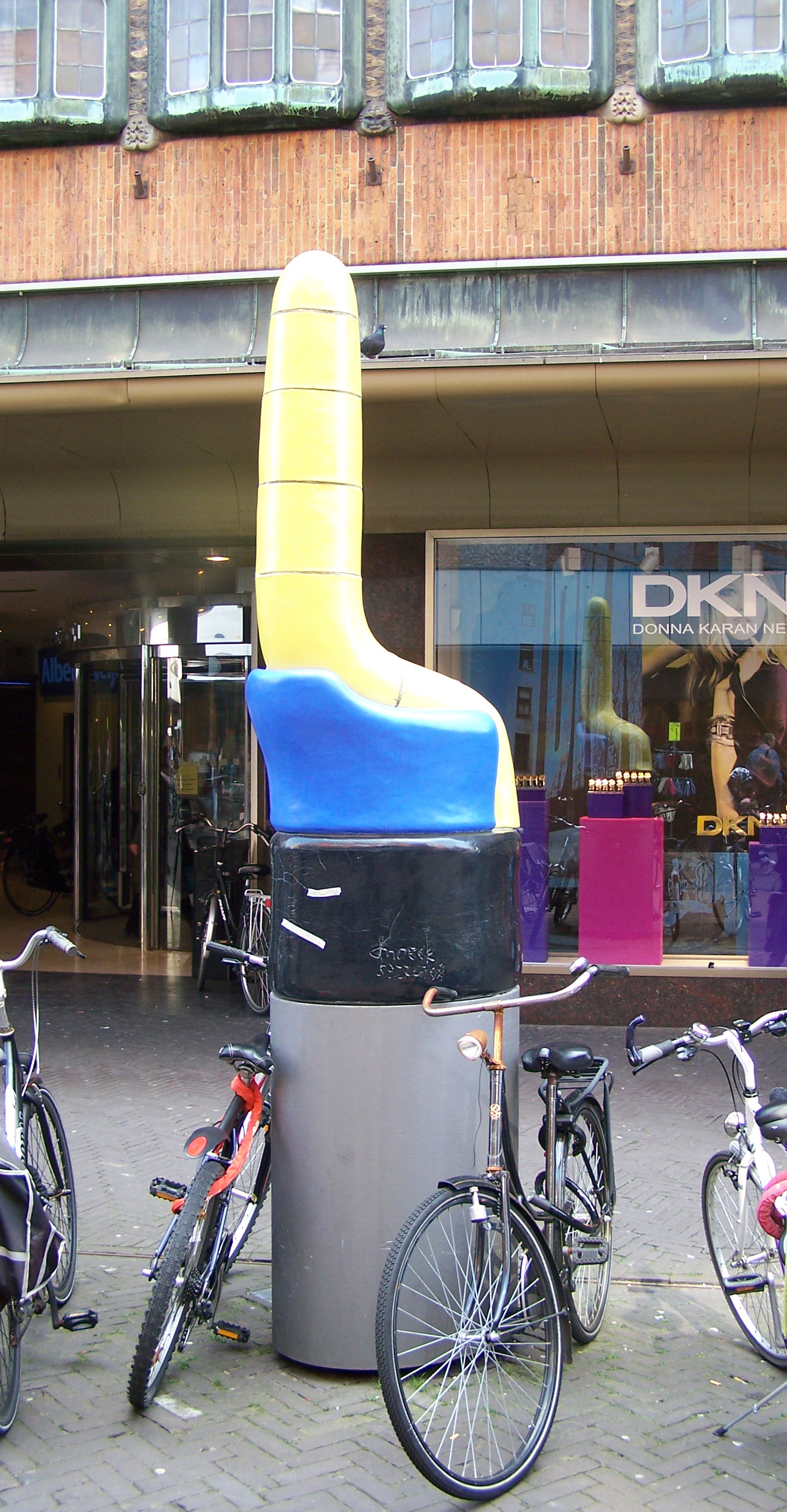
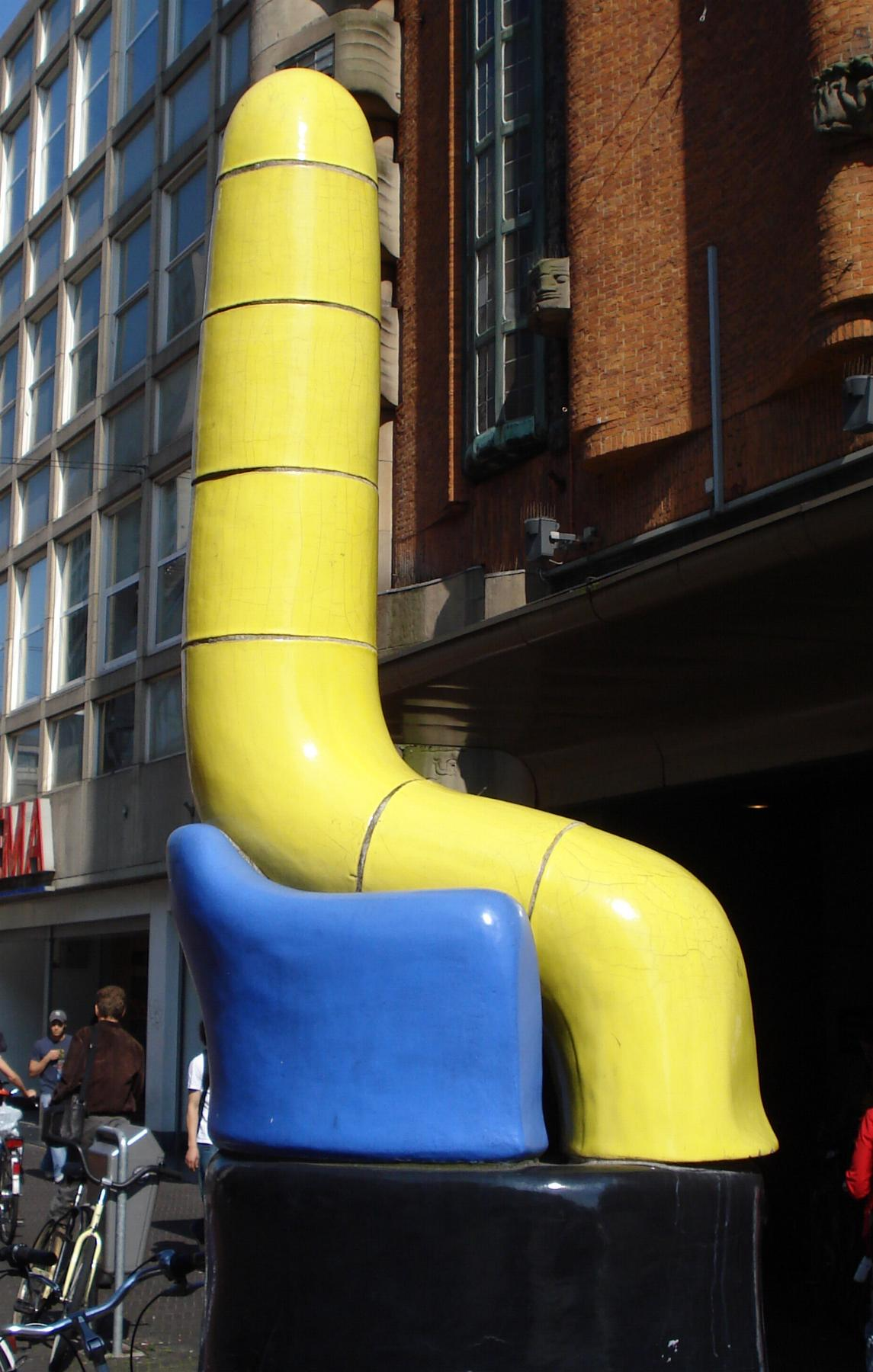
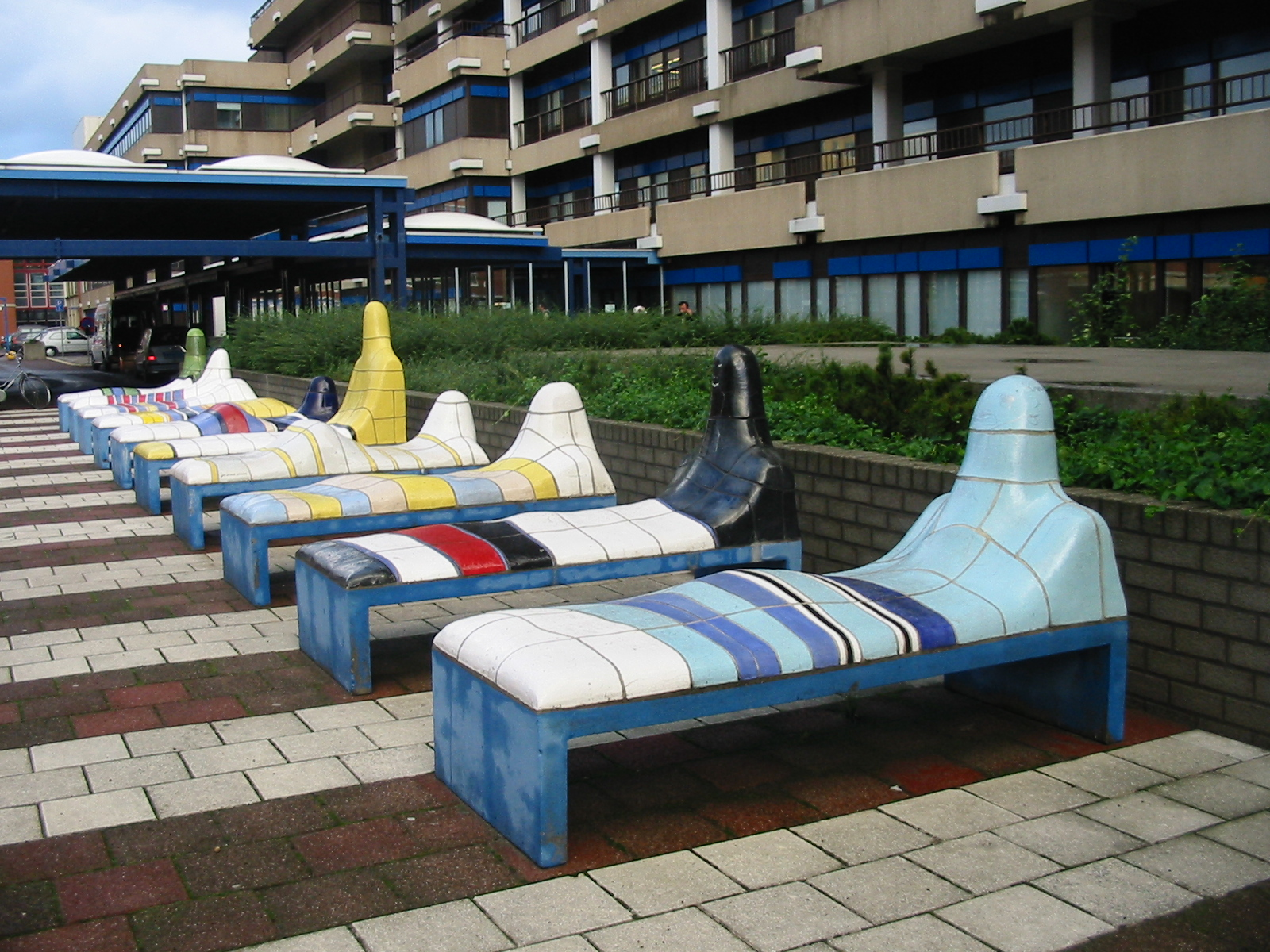
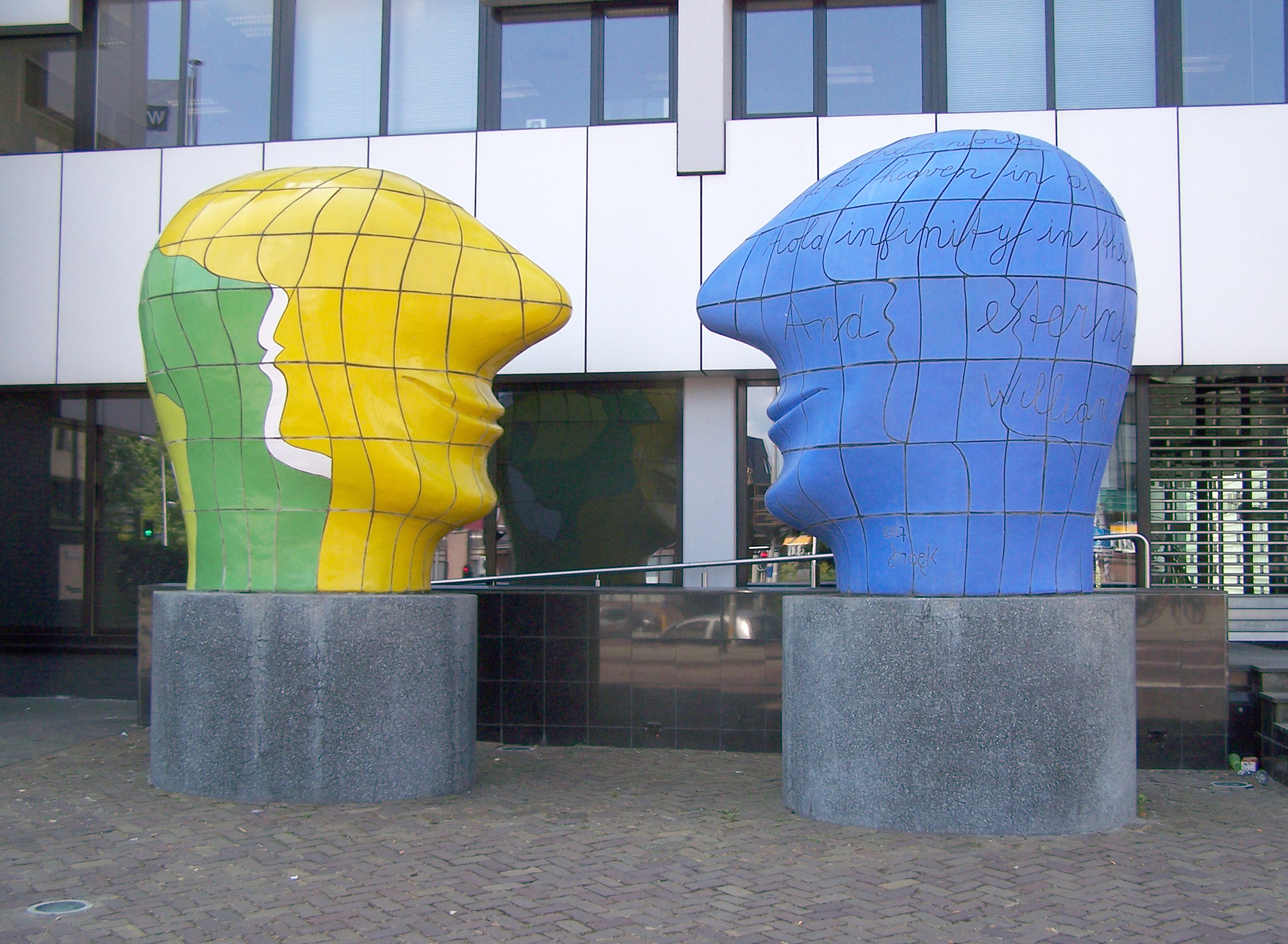

52°4′36.72″N 4°18′48.1″E / 52.0768667, 4.313361